# Eupithecia marginata
Eupithecia marginata är en fjärilsart som beskrevs av Otto Staudinger 1892. Eupithecia marginata ingår i släktet Eupithecia och familjen mätare. Inga underarter finns listade i Catalogue of Life.